# Andreas Schulz
Andreas Schulz (n. 5 octombrie 1951, Freital, RDG) este un canotor ce a reprezentat Republica Democrată Germană, medaliat olimpic. A participat la o ediție a Jocurilor Olimpice (1976) în care a câștigat o medalie de argint.

## Participări
Lista de mai jos prezintă principalele competiții la care a participat Andreas Schulz de-a lungul carierei.
- rowing at the 1976 Summer Olympics – men's coxed four[*][4]